# Film in esperanto
L'esperanto ha avuto alcuni usi nel cinema, generalmente secondari. L'attrazione esercitata dalla lingua è a volte quella di non dare riferimenti geografico-culturali a storie delle quali non si vuole dare alcuna collocazione geografica (per esempio in storie ambientate nel futuro, come nel film fantascientifico Gattaca - La porta dell'universo), o a volte semplicemente artistica (come nel film d'orrore Incubus, dove la lingua internazionale fu usata per ottenere una particolare atmosfera).

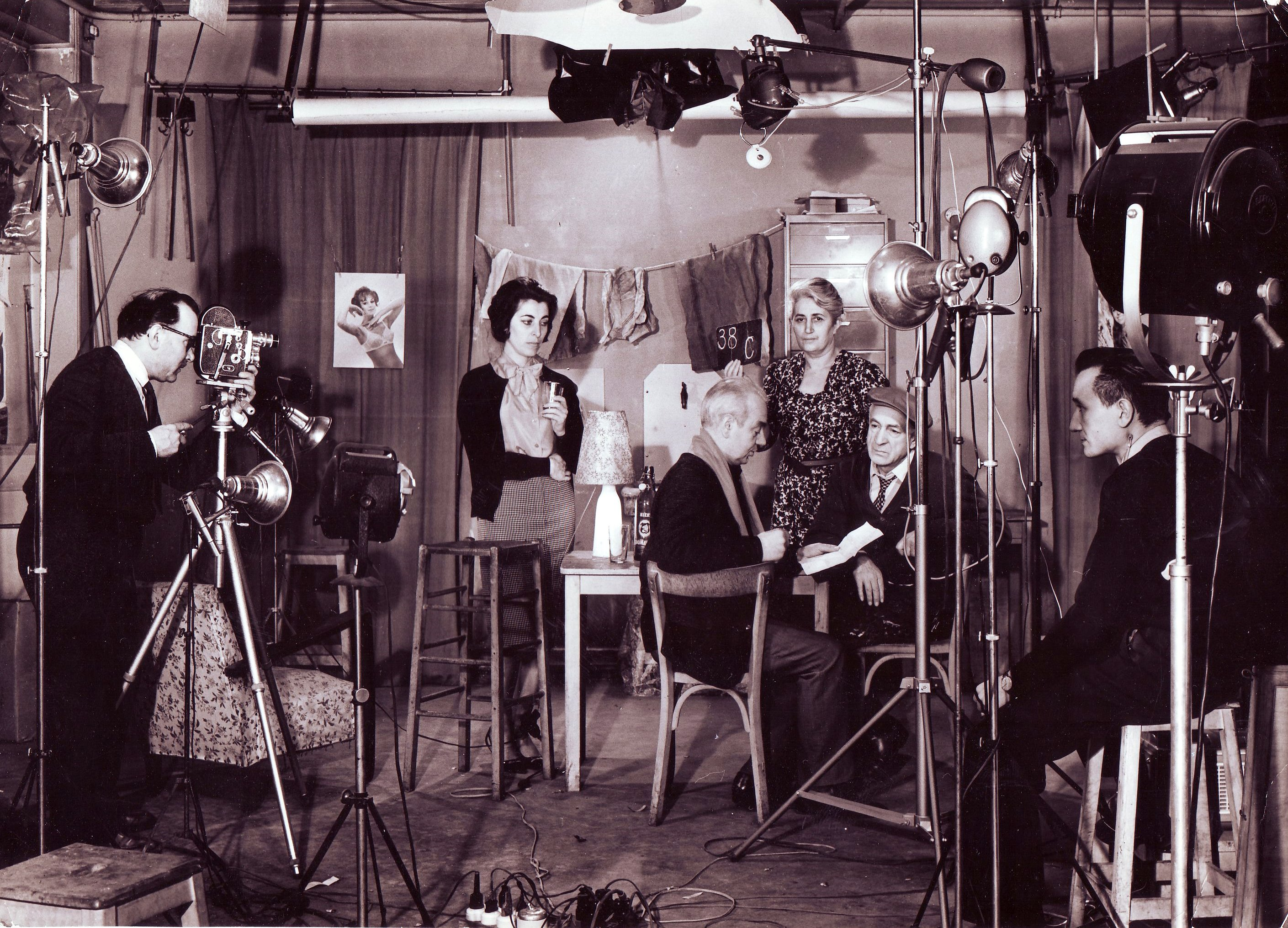
Angoroj (foto di Jacques Mahe)

## Lungometraggi
Vi sono solo due lungometraggi noti girati esclusivamente in lingua esperanto. Entrambi sono stati girati negli anni sessanta, ed entrambi furono per molto tempo ritenuti persi sino a recenti restauri.
Il primo fu la produzione francese del 1964 Angoroj ("Angosce"), diretta da Atelier Mahé. Il film è un giallo ambientato nella periferia parigina della durata di circa un'ora. In seguito al restauro e al rilascio della pellicola in formato home video (in formato PAL) in Svizzera, il film è sparito nuovamente dalla circolazione. Sono disponibili solo pochissime informazioni dettagliate a proposito della disponibilità di Angoroj, salvo che il cast era composto da un buon numero di competenti esperantisti, tra cui Raymond Schwartz, che fu associato con l'Esperanto Cabaret a Parigi.
Il secondo lungometraggio fu la produzione statunitense del 1965 Incubus, un film horror a basso budget in bianco e nero diretto dal creatore della serie televisiva Oltre i limiti (The Outer Limits) e interpretato da William Shatner. Ammirato per la sua qualità artistica, in genere gli esperantisti ne criticano la pronuncia povera degli attori.

## Documentari
I primi esempi in cui l'esperanto venne coinvolto nel mondo della cinematografia furono soprattutto vecchi cinegiornali e documentari, alcuni datati prima del 1911, quando la settima conferenza internazionale sull'esperanto venne ospitata ad Anversa, in Belgio. Il funerale del creatore dell'esperanto, Ludwik Lejzer Zamenhof, nel 1917 fu filmato. Secondo alcune fonti, il pioniere del cinema francese Leon Ernest Gaumont voleva fare un film sull'esperanto per illustrare un procedimento di sincronizzazione del suono che lui aveva sviluppato, ma il progetto fu stroncato dal sopraggiungere della prima guerra mondiale.
Nel 2011 esce il documentario sull'esperanto The Universal Language (La universala lingvo) del documentarista statunitense candidato al Premio Oscar Sam Green, con interviste in inglese ed esperanto e sottotitoli in ben 16 lingue.

## Uso dell'esperanto al cinema e in televisione
- 1931 Il romanzo in esperanto Mr Tot Aĉetas Mil Okulojn, scritto dall'autore polacco Jean Forge (il cui vero nome era Jean Fethke), fu adattato da Fritz Lang ne Il diabolico dottor Mabuse (Die Tausend Augen des Dr. Mabuse) (1960), girato in tedesco, non esperanto. Forge diresse egli stesso dei film, dei quali almeno un paio sono stati girati in esperanto, Morgaŭ Ni Komencos la Vivon (1934) e Verda Stelo Super Varsovio (1959). Non si sa se sia rimasto ancora qualcosa di questi film.
- 1940 Il film Road to Singapore, con Bing Crosby e Bob Hope, è caratterizzato da una canzone in esperanto cantata da un coro dei nativi di Kaigoon, una isola immaginaria delle Indie Orientali.
- 1940 Il grande dittatore (The Great Dictator) con Charlie Chaplin che, anche autore e regista del film, decise deliberatamente di mettere sulle vetrine del negozio del ghetto ebraico, scritte in esperanto anziché in tedesco, per non forzare inutilmente il già evidente parallelismo con la Germania nazista.
- anni ottanta La serie di fantascienza brillante intitolata Red Dwarf, in onda in Regno Unito a partire dal 1988, si svolge in una nave spaziale nella quale le indicazioni e i segnali lungo i corridoi hanno scritte sia in inglese che in esperanto, e i personaggi di tanto in tanto usano questo linguaggio per sottolineare questo fatto. Comunque, sul set rinnovato per la terza serie, l'esperanto fu rimosso del tutto in quanto non era popolare tra gli spettatori. Solo un episodio di questo programma contiene una parte significativa in esperanto, si tratta del primo episodio della seconda serie intitolato "Kryton", nel quale uno dei protagonisti sta cercando (con scarsi risultati) di imparare l'esperanto da dei video.
- 1985 In un anime giapponese, Night on the Galactic Railroad, tratto da un romanzo di Kenji Miyazawa, tutti i cartelli e le insegne sono scritti in esperanto, questo per rimarcare sia l'ambientazione europea ma non caratterizzata della città ove è ambientata l'azione, sia per l'interesse che Kenji Miyazawa aveva per la lingua esperanto.
- 1987 il film horror del regista serbo Goran Markovic intitolato Vec vidjeno pare che includa[include o no?] dialoghi in esperanto e in serbo-croato.
- 1987 Italia 1, emittente televisiva della Fininvest, trasmette un programma d'intrattenimento comico Lupo Solitario di Antonio Ricci e condotta del Gran Pavese Varietà (Patrizio Roversi, Syusy Blady, Vito, i Gemelli Ruggeri), Roland Topor, Gregory Corso, Eva Robins, Wanna Marchi. Il "comandante" del dirigibile dove è ambientata la trasmissione, Patrizio Roversi usa spesso intercalari in esperanto, tra cui "Bonan vesperonnn!" ("Buona seraaa!"). Ne fu tratto anche un album in vinile.
- 1994 In Street Fighter - Sfida finale (Street Fighter) segnali stradali e cartelli sono in esperanto; anche le parti parlate che fanno da sfondo, e anche l'inno di Shadoloo, cantato nel film, è in esperanto.
- 1997 L'esperanto appare anche nel film drammatico di fantascienza di Andrew Niccol Gattaca, dove gli annunci sono letti sia in esperanto sia in inglese.
- 2004 Similmente, il film americano Blade: Trinity si svolge in una città generica che l'autore David Goyer ciò nonostante rappresenta come bilingue (così come tante città nel mondo), così che la seconda lingua parlata nella città anonima, e visibile nella maggior parte dei segnali, cartelli ed insegne visibili, è l'esperanto. Inoltre, anche i sottotitoli del DVD che viene guardato ad un certo punto da Hannibal King, Incubus sono in esperanto.
- 2004 Nel film spagnolo El Coche de Pedales, uno dei personaggi principali è un insegnante di esperanto. Ci sono alcune scene nelle quali egli saluta la gente con "Saluton" o "Dankon", e una scena di una delle sue letture, nella quale legge un racconto in esperanto.
- 2004 Night on the Galactic Railroad è un film su un anime giapponese (basato su un romanzo di Kenji Miyazawa), tutti i segnali sono scritti in esperanto, per riflettere la distinta ma non specifica ambientazione europea della città e anche come omaggio a Miyazawa, interessato da questo linguaggio.
- 2004 Nella animazione coreana "Esperanto" - che ha ricevuto un premio al "Digital Content Grand Prix" - ci sono dialoghi in esperanto.
- 2005 Un cortometraggio francese intitolato "Esperanto ha scene bilingue francese/esperanto.
- 2006 Casarosa, un film realizzato dal Primo Canale della televisione russa e diviso in tre parti, riguarda un mistero sugli eventi avvenuti in un circolo di esperanto negli anni venti. In alcune scene la gente parla esperanto, ci canta o ne discute in russo.
- 2016 : Captain Fantastic